# Oedemera vilis
Oedemera vilis là một loài bọ cánh cứng trong họ Oedemeridae. Loài này được Roubal miêu tả khoa học năm 1917.